# Cieszyn

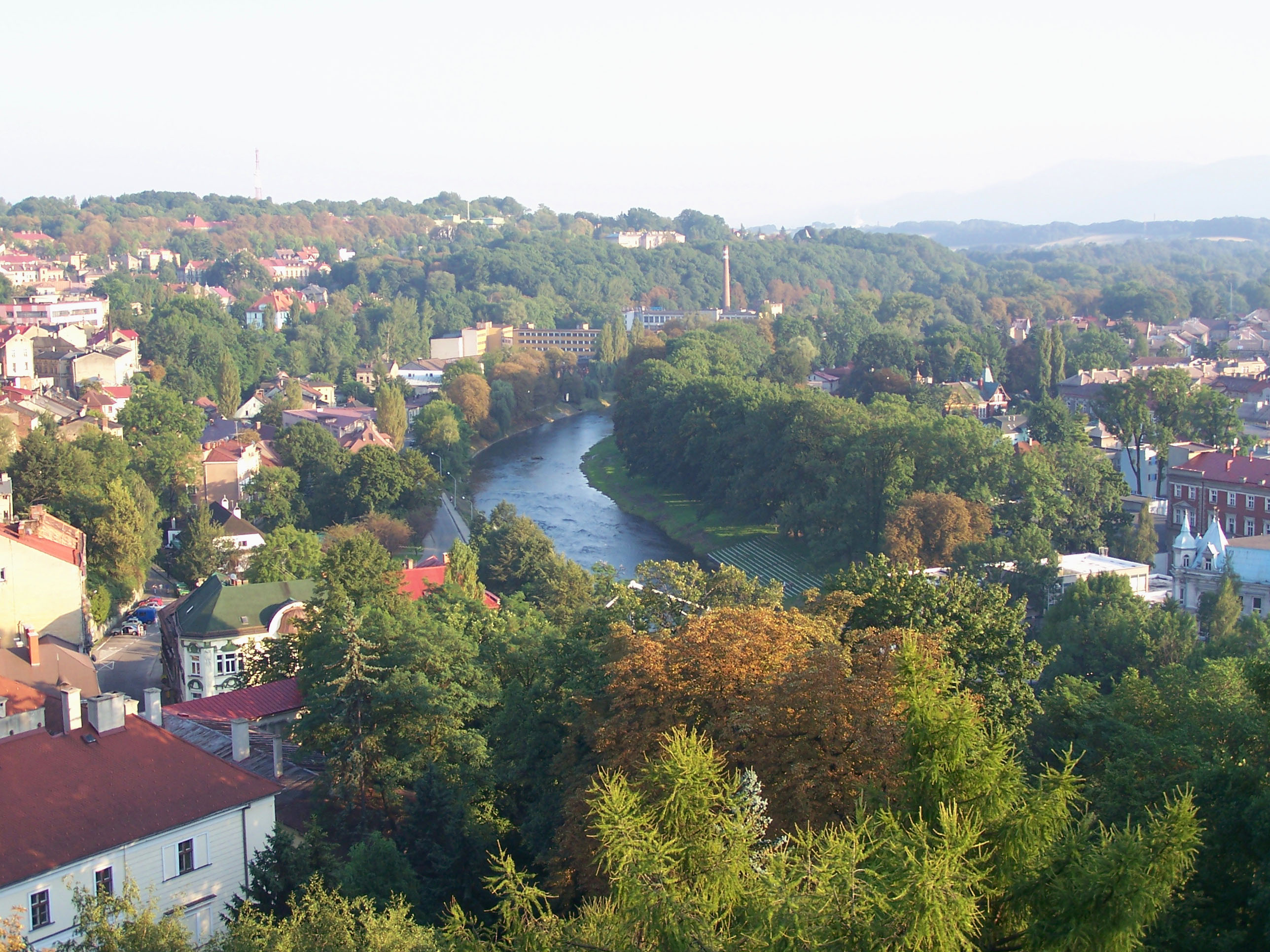
Le città divise: Cieszyn a sinistra, il fiume Olza al centro e Český Těšín a destra.

Cieszyn (in slesiano Ćeszyn, in ceco Těšín, in tedesco Teschen) è una città della Polonia meridionale con 37 300 abitanti nel 1995, situata nel voivodato della Slesia e sede del distretto di Cieszyn. La città è appartenuta al voivodato di Bielsko-Biała dal 1975 al 1998.

## Geografia fisica
Cieszyn sorge sul fiume Olza, affluente dell'Oder, e si trova sulla riva opposta di Český Těšín (49°45′00″N 18°34′59.88″E). La città combina caratteristiche sia polacche che austriache nello stile delle architetture. A causa di gravi incendi e delle successive ricostruzioni (l'ultima delle quali risalente al XVIII secolo), la pittoresca Città Vecchia è talvolta chiamata "Piccola Vienna". L'ultimo resto dell'antico castello è una torre quadrata, risalente al X-XII secolo, con una cappella romanica.

## Storia
Cieszyn fu la capitale del Ducato di Cieszyn, dal quale dipese quasi tutta la sua storia. Maria Teresa d'Austria e Federico II di Prussia firmarono proprio a Cieszyn il 13 maggio 1779 il Trattato di Teschen, che pose fine alla guerra di successione bavarese. Nella prima guerra mondiale fu sede del comando supremo dell'esercito austro-ungarico fino al novembre 1916, quando il nuovo Imperatore Carlo lo trasferì a Schloss Weilburg a Baden.
Nel 1919, a seguito della dissoluzione dell'Impero asburgico, venne ceduta al rinato Stato polacco. La città fu divisa nel 1920 dalla Conferenza degli Ambasciatori, un corpo formato dal Trattato di Versailles, che lasciò una considerevole minoranza polacca sul lato cecoslovacco della città. Il quartiere di Saska Kępa divenne quella che è ora la città di Český Těšín, in Repubblica Ceca.

## Monumenti e luoghi d'interesse
- Cappella romanica di San Nicola (Kaplica św. Mikołaja) dell'XI secolo
- Resti del castello della dinastia Piast
  - Torre del castello (Wieża piastowska) del XIV secolo
  - Architettura gotica della Chiesa di Santa Maria Maddalena (Kościół Marii Magdaleny, XIII secolo)
- Piazza della Città Vecchia (Rynek)
  - Abitazioni borghesi (XV-XIX secolo)
  - Municipio (Ratusz), inizio del XIX secolo
- Antica zecca (XVIII secolo)
- Museo della Slesia, il primo museo della Polonia
- Birreria del Castello (Browar zamkowy, 1846)
- La chiesa protestante di Gesù Cristo (Kościół Jezusowy), con una torre barocca e le statue dei quattro evangelisti sopra l'altare.

## Cultura
Dal XIX secolo la Slesia di Cieszyn è un centro importante del protestantesimo polacco. Attualmente, Cieszyn è anche la sede del Festival Estivo del Film, uno dei più influenti film festival della Polonia.

## Economia

### Industria
Cieszyn è un centro importante dell'industria elettromeccanica, ma vi sono anche fabbriche di dolci e di wafer. La principale fonte di guadagno della popolazione è il commercio con la vicina Repubblica Ceca.

## Amministrazione

### Gemellaggi
- Český Těšín
- Genk
- Lucerna
- Puck
- Rožňava
- Teuva

## Galleria d'immagini

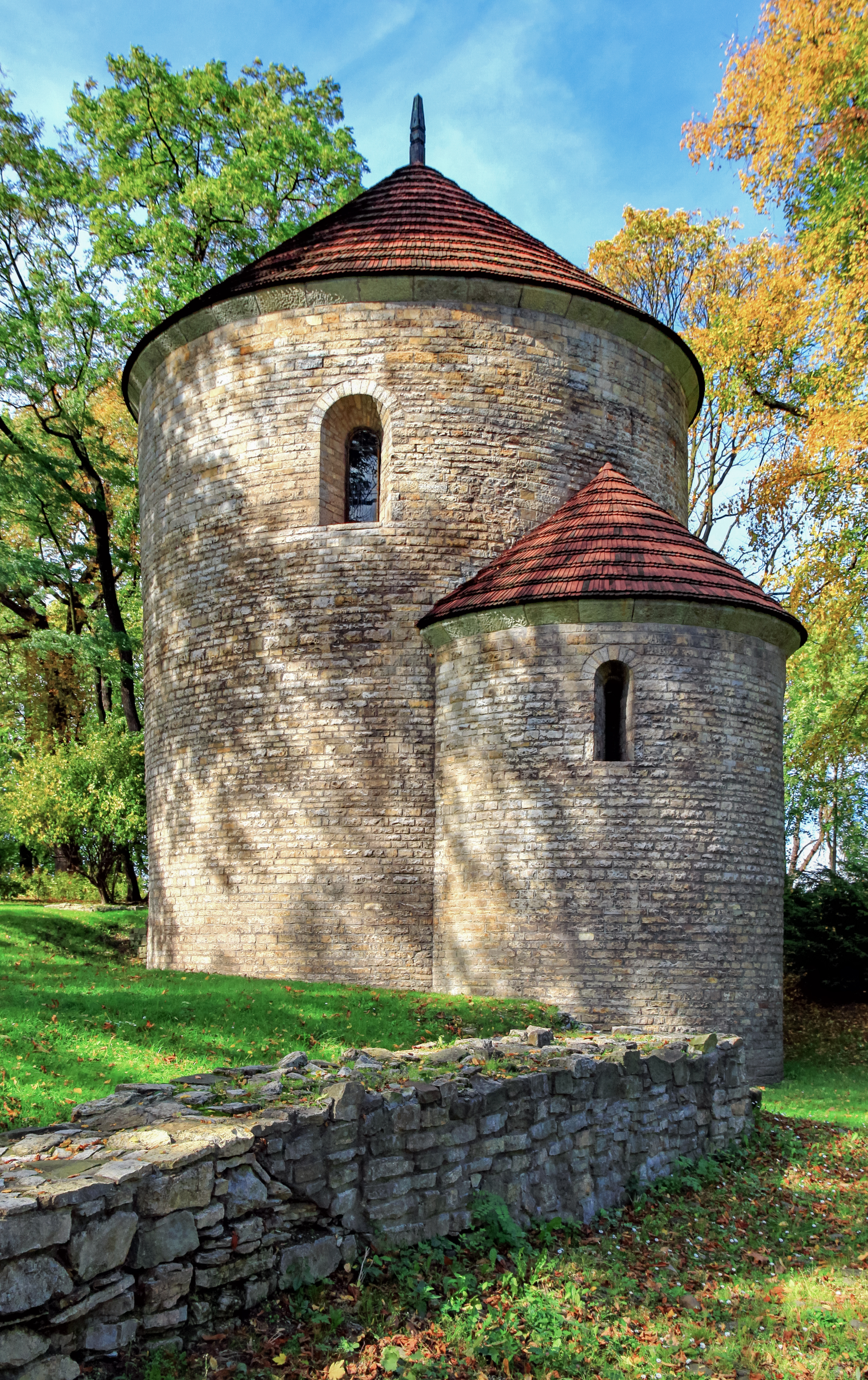
Rotunda a Cieszyn
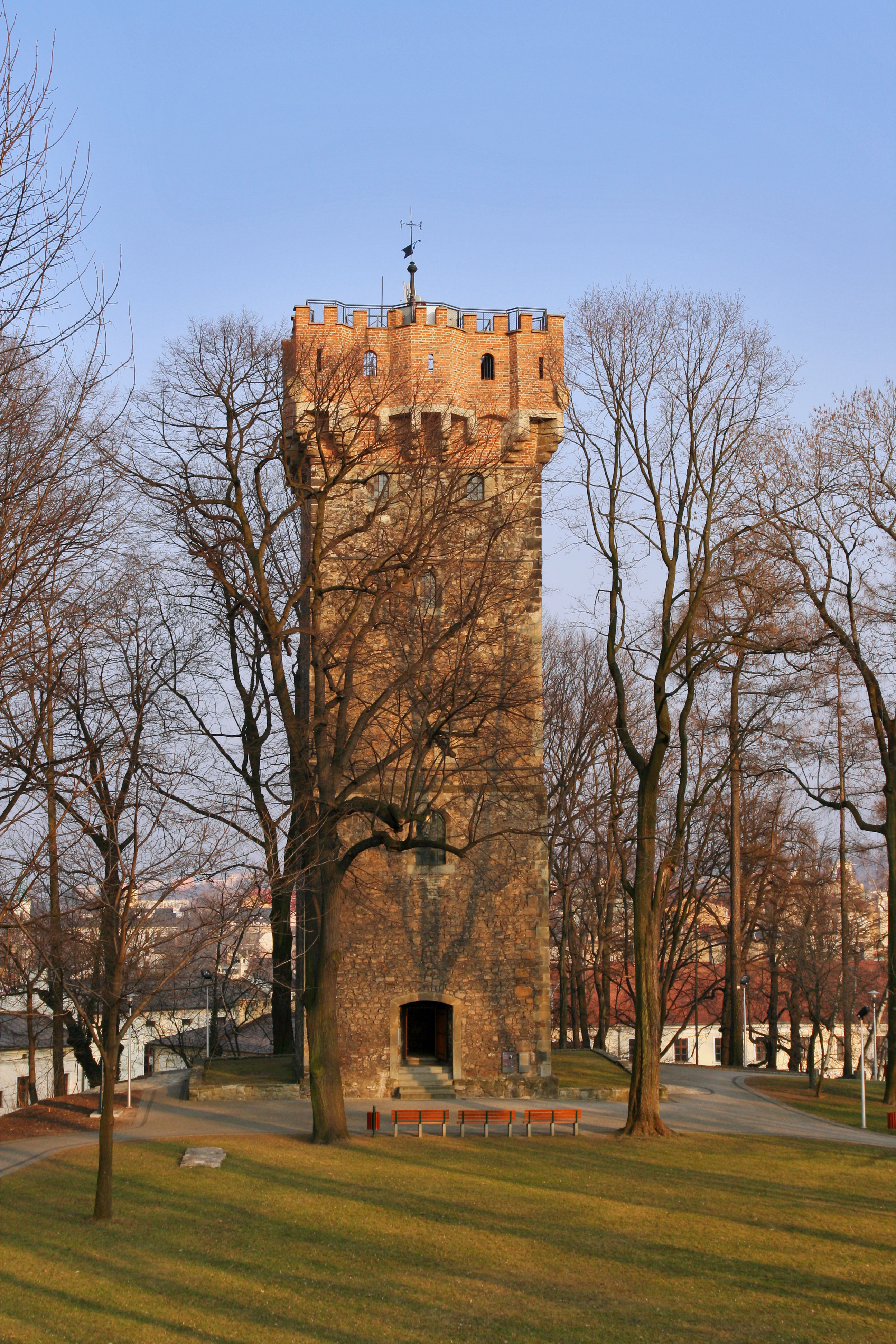
Wieża Piastowska a Cieszyn
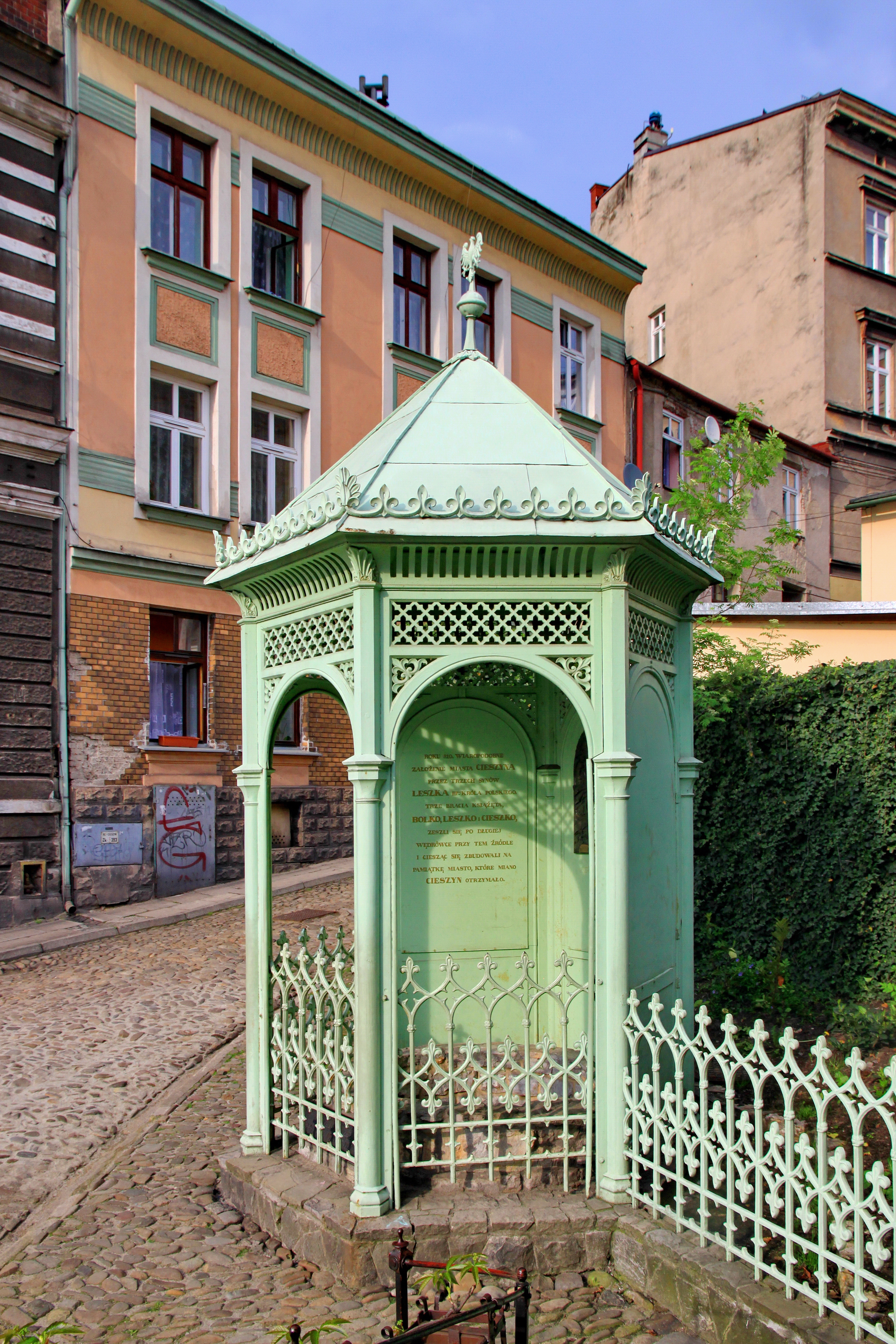
Fontana dei tre fratelli
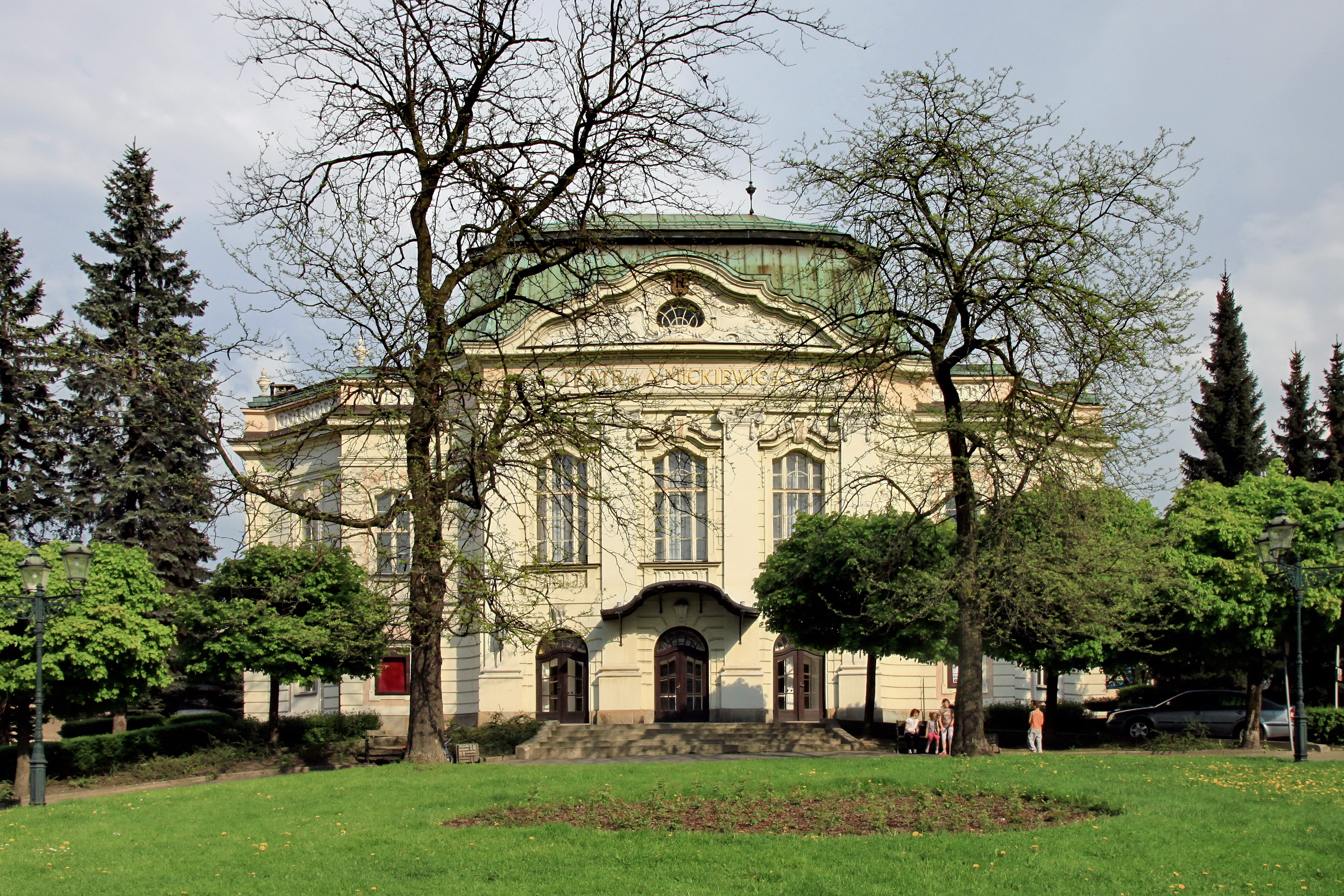
Teatro
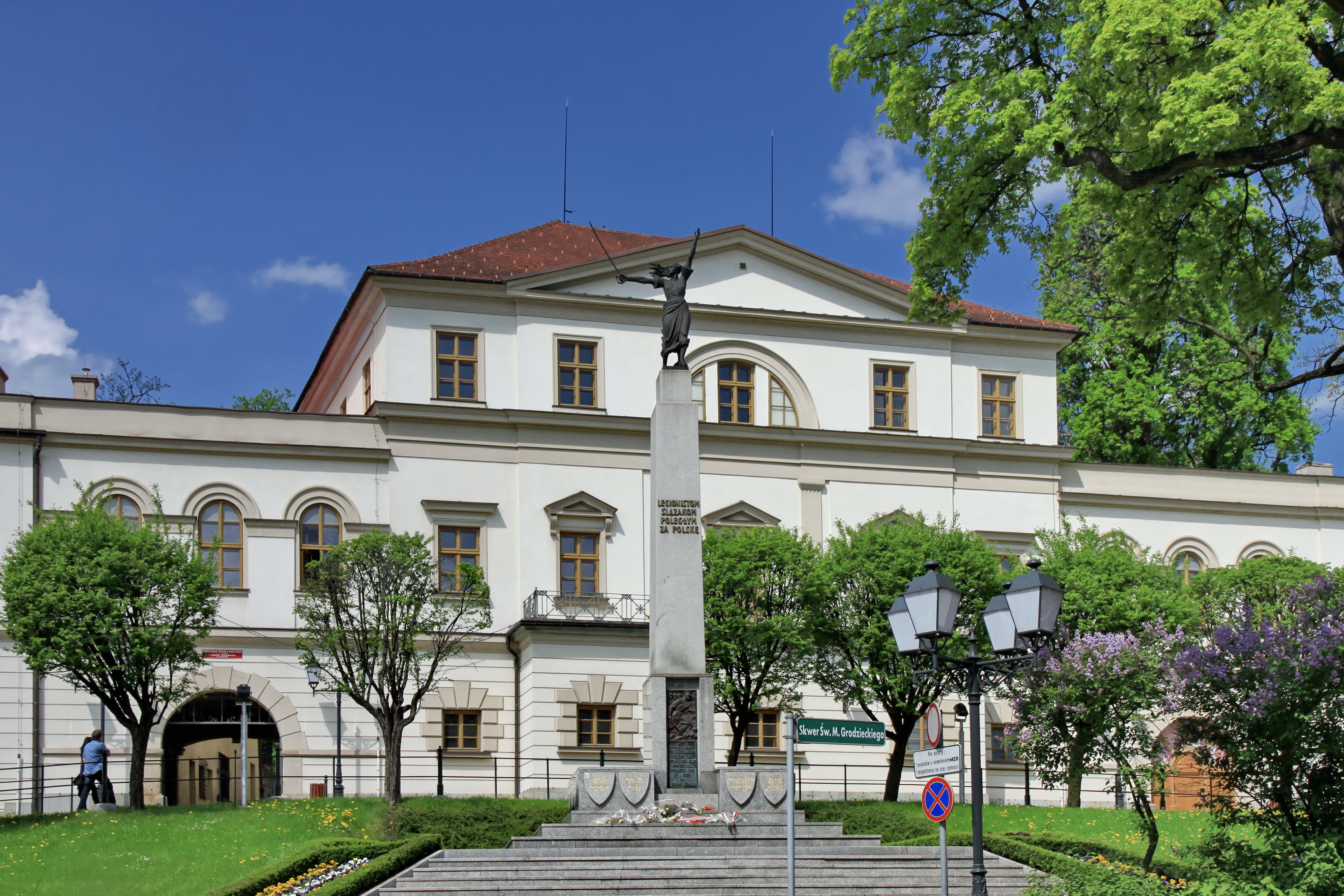
Palazzo di caccia degli Asburgo